# 통영 약수암 목조아미타여래좌상
통영 약수암 목조아미타여래좌상(統營 藥水庵 木造阿彌陀如來坐像)은 대한민국 경상남도 통영시 도천동 약수암에 있는 조선시대의 불상이다. 2008년 1월 10일 경상남도의 유형문화재 제465호로 지정되었다.

## 개요
이 木造阿彌陀佛坐像은 통영 약수암 무량수전 내 중앙 수미단의 향좌측에 봉안되어 있다. 사측에 의하면 이 불상은 약수암을 건립할 때 통도사에 있던 것을 이운해 왔다고 한다. 불상의 전체 높이가 58.3㎝인 규모가 작은 불상이며, 통견에 아미타구품인을 결한 채 결가부좌하고 있는 모습이다. 머리부터 저부까지의 하나로 된 몸체 1板, 결가부좌한 다리부분 1板, 그리고 底部 木板 등 목재 3판으로 조성되어 있는 이 불상은 背面과 저부에 腹藏孔이 가구되어 있는데 저부 복장공 덮개의 결실과 함께 복장 내부가 텅 비어 있다. 1998년에 개금불사를 하였다고 하며 점안 때 그려진 눈썹의 일부가 지워져 있고, 몸체 아래 부분에는 금박이 벗겨져 옻칠이 군데군데 드러난 곳이 많다. 그러나 반파된 나발 1개 및 나발 4개가 떨어져 나간 것과 저부 목판 후면 가장자리 일부가 손상된 것 외에는 보존상태가 좋은 편이다.

## 참고 문헌
- 통영 약수암 목조아미타여래좌상 - 국가유산청 국가유산포털